# Richard von Hartwig
Richard von Hartwig (* 17. November 1849 in Stargard, Provinz Pommern, Königreich Preußen; † 28. April 1917 in Berlin) war ein deutscher Schriftsteller in Berlin.

## Leben
Der Vater war ein Offizier, der in Pommern stationiert war und früh starb. Richard von Hartwig besuchte ein Kadettenkorps. 1868 wurde er zum Fähnrich im Infanterie-Regiment in Stettin befördert und im gleichen Jahr zum Offizier (Leutnant?). 1870 nahm er am Deutsch-Französischen Krieg teil und wurde verwundet.
1872 nahm Hartwig seinen Abschied aus der Armee. Seit 1878 wandte er sich dem Schreiben zu und zog nach Berlin. Dort veröffentlichte er einige Bücher. 1892 war er Vorstandsmitglied der Deutschen Schriftsteller-Genossenschaft. Nach 1898 sind keine literarischen Werke von ihm mehr bekannt.

## Publikationen
Richard von Hartwig verfasste Gedichte und Erzählungen, die oft in einem lyrisch-melancholischen Grundton gehalten sind.
Bücher
- Welt-Märchen, Berlin 1886
- Dichtungen, Berlin 1888
- Ein Idol. Sociales Drama in 5 Acten, Verlag der Deutschen Schriftsteller-Genossenschaft Berlin, 1892

Weitere Texte
- Assarpai, Libretto nach Ernst von Wildenbruchs Erzählung Inka für die Oper von František Neumann, 1898 uraufgeführt
- Das Gift des Irokesen. Erzählung aus Canada, in Willibald Martersteig, [ohne Jahr]